# 1957年加納獨立法令
《1957年加納獨立法令》（英語：Ghana Independence Act 1957）是英國國會所通過的國會法令，授權英屬黃金海岸以“加纳”之名在英联邦內組建全責政府。法令於1957年2月7日獲御准，加纳亦於同年3月6日獨立為加纳自治领。

## 概要
如無英國國會立法批准，黄金海岸等附属领土無法於英联邦内取得独立。法令的主要条款與《1931年西敏法令》、《1947年錫蘭獨立法令》（Ceylon Independence Act 1947）高度相似。黄金海岸的独立經通过此法令與制訂《1957年加納（憲法）樞密令》（Ghana (Constitution) Order in Council 1957）两项独立的立法行动实现。由於加纳本身並非单一憲制地位地區，而是由四個具有不同的憲制地位的地區組成的（黃金海岸與阿散蒂均為直轄殖民地，故為英國領土，而黃金海岸北領地與英屬多哥蘭則分別為英國保護國與聯合國託管地，故並非英國領土），因此相關立法變得更為複雜。法令將与土著酋长簽署的协定予以廢除，以終結北领地的保护国。英國亦就英属多哥兰的前途問題舉行全民公投，以確認當地人民是否同意与其他將共組加纳自治领的地方统一。
1954年黄金海岸大选後，大会人民党重新掌权，独立相關立法程序开始進行。大會党赢得104个議席中的79席。黄金海岸政府表示希望在新一届议会任期内实现独立。
黄金海岸内部关于独立后宪法形式的争议直至1956年仍未解决。英国政府同年公开表示，只要获得“合理多数”支持，英国准备立法让黄金海岸在英联邦内独立。殖民地大臣补充稱“獲取英联邦的正式成员國資格当然是一个不同的问题，是英联邦所有现有成员之间协商的问题”。此差異反映“一個國家獲取英联邦的正式成员國資格需要獲得所有現有英联邦成员國的同意”的观点。最终，當時的所有英联邦成员國都同意加纳成为英联邦成员國。1956年2月21日，時任英国首相安東尼·艾登宣布英联邦对加納獨立一事表示同意。同月23日，英國政府發佈英皇制誥以設立加納總督一職，並同時向加納總督發出皇室訓令，兩份文件均於1956年3月6日生效。

## 獨立日
1844年3月6日，加纳的一群酋长与当时來自英国的总督签訂一份協定，該協定後稱“紐帶”（Bond），以象徵殖民地政府對当地土著的主权。3月6日因此历史意义而獲選為加納獨立日。